# Bobby Clark (voetballer, 2005)
Bobby Lamont Clark (Epsom, 7 februari 2005) is een Engels voetballer die bij voorkeur als middenvelder speelt. Hij speelt bij Liverpool.

## Clubcarrière
Liverpool haalde Clark in 2021 weg bij Newcastle United. Op 27 augustus 2022 debuteerde hij in de Premier League tegen AFC Bournemouth. Liverpool won met 9–0 en Clark mocht invallen op het eind van de wedstrijd. Op 9 november 2022 kreeg hij zijn eerste basisplaats in de League Cup tegen Derby County.